# Enrique Larreta
Enrique Rodriguez Larreta  est un écrivain et diplomate argentin né à Buenos Aires le 4 mars 1875 et mort à Buenos Aires le 6 juillet 1961. 

## Biographie
Enrique Larreta sort diplômé de l'université de Buenos Aires en 1897 et devient professeur d'histoire. Il devient célèbre  La Gloria de Don Ramiro: Una vida en tiempos de Felipe II (la gloire de Don Ramiro, une vie du temps de Philippe II d'Espagne) roman historique et bumoristique publié en 1908 qui se déroule en Espagne sous le règne de Philippe II.  Le roman rencontre un  succès international, notamment en France. 
Il est ensuite ambassadeur d'Argentine en France de 1910 à 1919. 
Il compose en français une pièce de théâtre La Lampe d'argile qui est jouée en 1917. Il écrit par la suite d'autres pièces de théâtre, notamment Santa Maria del Buen Ayre (1935), qui est considérée comme sa meilleure. Il est élu membre de l'Académie nationale d'histoire d'Argentine et de l'Académie royale espagnole et passe plusieurs années à Madrid. Il est enterré au cimetière de Recoleta.
Sa maison, située dans le barrio chino (quartier de Buenos Aires) peut toujours se visiter et abrite le musée des arts espagnols.

## Œuvres
- Artemis, (1896)
- La Gloria de Don Ramiro: Una vida en tiempos de Felipe II, (1908; The Glory of Don Ramiro: A Life in the Times of Philip II)
- La que buscaba Don Juan (1923; The One Don Juan Sought), dated 1922, but first produced as "La luciérnaga" in 1923
- Zogoibi (1926; The Unfortunate One)
- Santa Maria del Buen Aire: Drama en tres actos, (1936)
- Las dos fundaciones de Buenos Aires, (1938)
- La calle de vida y de la muerte. Poesias, (1941)
- Tenia que suceder, (1943)
- La naranja (1948; The Orange), a volume of memoirs and essays
- Gerardo o la torre de las damas, (1953; Gerardo, or the Tower of the Ladies)
- Obras Completas, (1954)
- En la pampa (1955; On the Pampas)